# Pierrepont-sur-l'Arentèle
Pierrepont-sur-l'Arentèle là một xã, nằm ở tỉnh des Vosges trong vùng Grand Est và thuộc Cộng đồng các xã l'Arentèle-Durbion-Padozel. Xã này có dân số năm 1999 là 106 người, diện tích 6,23 km2.
Dân địa phương tiếng Pháp gọi là pierrepontais .

## Biến động dân số
| Năm | 1962 | 1968 | 1975 | 1982 | 1990 | 1999 |
| --- | ---- | ---- | ---- | ---- | ---- | ---- |
| Dân số | 120  | 132  | 113  | 92   | 120  | 106  |
| From the year 1962 on: No double counting—residents of multiple communes (e.g. students and military personnel) are counted only once. |      |      |      |      |      |      |